# NGC 6346
NGC 6346 (другие обозначения — MCG 10-24-114, ZWG 299.64, PGC 59946) — эллиптическая галактика (E) в созвездии Дракон.
Этот объект входит в число перечисленных в оригинальной редакции «Нового общего каталога».